# Gamasellus puberulus
Gamasellus puberulus är en spindeldjursart som beskrevs av Davydova 1982. Gamasellus puberulus ingår i släktet Gamasellus och familjen Ologamasidae. Inga underarter finns listade i Catalogue of Life.